# Албрехт III фон Глайхен-Тонна
Албрехт III фон Глайхен-Тона (на немски: Albrecht III, Count von Gleichen-Tonna; * ок. 1220 в Грефентона в Тона; † 24 март 1290) е граф на фон Глайхен-Тона.

## Произход
Фамилията му е роднина с херцозите на Брауншвайг-Люнебург. Той е син на граф Ернст IV фон Глайхен († 1277) и първата му съпруга Ингеборг Педерсдатер Улфелдт (* ок. 1200). Брат е на Ервин III фон Глайхен († 1266) и полубрат на Хайнрих III фон Глайхен († сл. 1300).
Албрехт III фон Глайхен-Тона умира на 24 март 1290 г. и е погребан в църквата Св. Петър в Ерфурт.

## Фамилия
Албрехт III фон Глайхен-Тона се жени за Цецилия (Маргарета) Есбернсдатер-Удсен от Дания (* ок. 1221; † сл. 1268). Двамата имат децата:
- Албрехт IV (Алберт) фон Глайхен († сл. 1292/1295)
- Кристина фон Глайхен († сл. 18 септември 1296), омъжена пр. 1285 г. за граф Хайнрих VII фон Шварцбург-Бланкенбург († 11 ноември 1324)